# Carrere (etichetta discografica)
La Carrere, anche nella grafia Carrère, è stata un'etichetta discografica francese fondata nel 1972 dal produttore francese Claude Carrère.

## Storia
Claude Carrère divenne famoso in precedenza per aver lanciato la carriera della cantante francese degli anni sessanta, Sheila, meglio conosciuta per le sue cover di artisti britannici e statunitensi. Nei tardi anni settanta e primi anni ottanta, la cantante entrò nel trio B. Devotion.
Negli anni ottanta, la Carrere divenne un riferimento per la musica heavy metal, pubblicando diverso materiale di gruppi come Saxon, Demon, Dokken e Rage.
L'etichetta distribuiva anche materiale della Hansa (etichetta tedesca per gruppi come Boney M e Modern Talking) e i primi dischi dei Rose Tattoo in Europa. La Carrere venne per un periodo distribuita dalla Atco Records in 38-100 serie, poi dalla Mirage Records, poi dalla PolyGram per un breve periodo nel 1982. Inoltre materiale degli artisti della Carrere venne distribuito dalla CBS Records negli anni ottanta.